# N-acetilglicosamina

Estrutura química da N-acetil-D-glucosamina
glicose, amina, acetil

A N-acetilglicosamina ou N-acetilglucosamina (GlcNAc ou NAG) ou, mais exatamente, N-acetil-D-glicosamina, é um derivado da glicosamina que, por sua vez, é um derivado da glicose, um monossacarídeo de seis carbonos (aldohexose). Se destaca por ser um dos constituintes do peptidioglicano e da quitina.

## Estrutura
A N-acetil-D-glicosamina (GlcNAc) é um monossacarídeo derivado da glicose, pertencente à classe dos aminoaçúcares. Sua estrutura se caracteriza pela substituição do grupo hidroxila na posição 2 da glicose por um grupo acetilamino (–NHCOCH₃), o que lhe confere propriedades únicas tanto em interações químicas quanto em sua função biológica. Em solução, a molécula adota majoritariamente a forma β-D-piranosídica, com seis átomos de carbono formando um anel hexagonal. Sua fórmula molecular é C₈H₁₅NO₆, com massa molar aproximada de 221,21 g/mol. Essa configuração química permite que a GlcNAc forme ligações glicosídicas do tipo β(1→4) com outras unidades iguais ou diferentes, originando importantes polímeros estruturais e funcionais.
A GlcNAc é moderadamente solúvel em água e pode participar de reações enzimáticas específicas, como fosforilação, desacetilação e ligação a proteínas. Devido à presença do grupo acetilado, ela possui características tanto de carboidrato quanto de amina, permitindo sua incorporação em diversas vias metabólicas. Quimicamente, é intermediária entre a glicose e compostos mais complexos, como os glicosaminoglicanos e glicoproteínas. É a unidade básica de biopolímeros importantes, como a quitina e o peptidoglicano, além de ser precursora de derivados sintéticos com potencial farmacológico.

## Funções
A N-acetilglicosamina exerce funções essenciais em organismos procarióticos e eucarióticos, estando presente em estruturas celulares, sistemas de reconhecimento molecular e vias de sinalização. Nos invertebrados e fungos, sua principal função estrutural está na formação da quitina, um polissacarídeo composto exclusivamente por GlcNAc em ligações β(1→4). A quitina é o principal componente do exoesqueleto de artrópodes, da parede celular de fungos e de outras estruturas de suporte em moluscos e protozoários, sendo o segundo biopolímero mais abundante da Terra, atrás apenas da celulose.
Em bactérias, GlcNAc aparece no peptidoglicano, que constitui a parede celular de muitas espécies. Nesse caso, alterna-se com o ácido N-acetilmurâmico para formar uma malha tridimensional resistente à pressão osmótica. Além de sua função estrutural, a GlcNAc é reciclada pelas bactérias como fonte de energia e carbono, através de enzimas como a N-acetilglicosamina-6-fosfato desacetilase, que integra vias específicas do metabolismo bacteriano.
Nos animais, a GlcNAc participa da formação dos glicosaminoglicanos (GAGs), como o ácido hialurônico e a condroitina, que são componentes da matriz extracelular e do líquido sinovial. Esses polímeros conferem viscosidade, elasticidade e resistência à compressão aos tecidos conjuntivos. Outro papel importante está nas glicoproteínas e glicolipídios da superfície celular, nos quais GlcNAc atua como componente das cadeias de carboidratos ligadas a proteínas e lipídios. Essas estruturas são fundamentais para o reconhecimento celular, adesão entre células, resposta imune e comunicação entre diferentes tecidos.
Uma função regulatória relevante da GlcNAc ocorre por meio da modificação pós-traducional conhecida como O-GlcNAcilação, na qual uma unidade de GlcNAc é ligada a resíduos de serina ou treonina de proteínas citoplasmáticas ou nucleares. Esse tipo de modificação atua como sensor metabólico e está associado a processos como crescimento celular, controle do ciclo celular, resposta ao estresse e regulação de fatores de transcrição. Alterações na O-GlcNAcilação estão ligadas a doenças como diabetes tipo 2, certos tipos de câncer e doenças neurodegenerativas.
Além das funções naturais, a GlcNAc também é estudada em aplicações farmacêuticas e biomédicas. Em humanos, é utilizada como suplemento alimentar em tratamentos de osteoartrite, geralmente em combinação com glucosamina ou condroitina. Embora seu efeito isolado ainda esteja sob investigação, alguns estudos sugerem que pode ter papel na proteção da cartilagem e na modulação de processos inflamatórios.